# WinRAR
WinRAR er et filkomprimeringsprogram. Målet er at komprimere data til mindre mængder. WinRAR er specielt kendt for at kunne komprimere RAR-filer ned til en tredjedel af tilsvarende .ZIP-filer. Dette er en af grundende til WinRARs store popularitet som filkomprimeringsprogram.